# Kōnosu-shuku

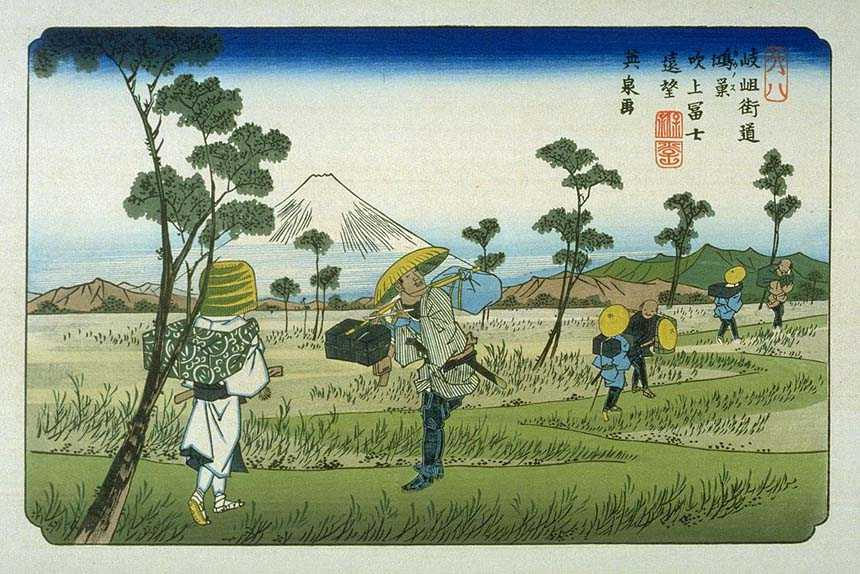
Kōnosu-shuku, estampe de Keisai Eisen de la série Les Soixante-neuf Stations du Kiso Kaidō.

Kōnosu-shuku (鴻巣宿, Kōnosu-shuku) était la septième des soixante-neuf stations du Nakasendō. Elle est située dans la ville moderne de Kōnosu, préfecture de Saitama au Japon.

## Histoire
Jusqu'en 1602, Kōnosu-shuku se trouvait dans la ville actuelle de Kitamoto mais quand le Nakasendō fut établi durant la période Edo, la station fut déplacée au nord à son emplacement actuel. Le nom original du village fut modifié et devint Moto-kōnosu (本鴻巣村, Motokōnosu-mura) tandis que le nom originel de la zone de repos devint Moto-shuku (本宿). Durant la période Meiji, le nom de la zone de repos fut de nouveau modifié en Kita Moto-shuku (北本宿) qui devint le nom de la gare de chemin de fer inaugurée en 1928, puis le village fut renommé Kita Moto-shuku dix ans plus tard.
On a suggéré que Kōnosu-shuku avait été déplacée car elle était trop près d'Okegawa-shuku, la station suivante, mais Okegawa-shuku est plus proche d'Ageo-shuku qu'elle ne fut jamais de Kōnosu-shuku. On a aussi pensé que Kōnosu-shuku avait été déplacée parce qu'elle était trop éloignée de Kumagai-shuku, mais la vraie raison n'est toujours pas claire.
Quand Kōnosu-shuku fut établie en son nouvel emplacement, le Nakasendō n'était pas la seule route à la traverser. il existait également des routes qui reliaient à Matsuyama (de nos jours Higashimatsuyama), Nin (de nos jours Gyōda), et Kisaichi (de nos jours Kisai). Par rapport aux autres stations le long du Nakasendō, Kōnosu-shuku était plutôt une grande station étape. Il y avait un honjin, deux honjin secondaires et 58 autres auberges plus petites.
À l'entrée de la station se trouve Shōgan-ji, un vaste temple de la Terre pure.

## Stations voisines
Nakasendō
Okegawa-shuku – Kōnosu-shuku – Kumagai-shuku
(Fukiage-shuku était une ai no shuku située entre Kōnosu-shuku et Kumagai-shuku.)